# Kapelle Vorbein

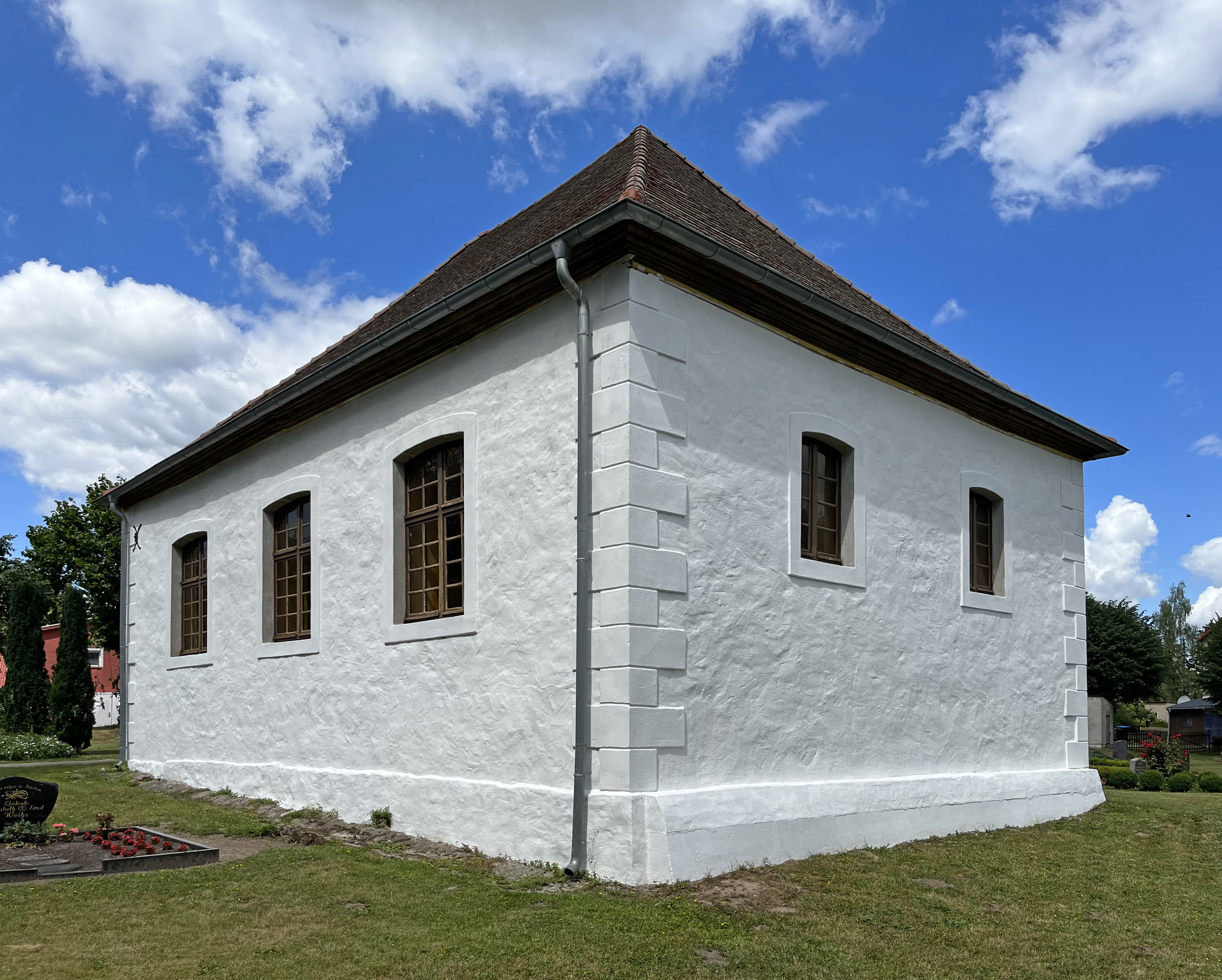
Kapelle Vorbein

Die evangelische Kapelle Vorbein ist eine Kapelle in Vorbein, einem Ortsteil der Stadt Loitz im Landkreis Vorpommern-Greifswald in Mecklenburg-Vorpommern. Die Kirchengemeinde gehört zur Propstei Demmin im Pommerschen Evangelischen Kirchenkreis der Evangelisch-Lutherischen Kirche in Norddeutschland.

## Lage
Die Dorfstraße führt von Nordwesten kommend in östlicher Richtung durch den Ort. Im historischen Zentrum steht das Bauwerk auf einem erhöhten Grundstück mit einem Kirchfriedhof, der nicht eingefriedet ist.

## Geschichte
Vorbein gehörte bis 1815 zu Schwedisch-Pommern, fiel im genannten Jahr mit Loitz an Preußen und wurde dort landesherrliche Domäne. Nur ein Jahr später entstand anstelle eines mittelalterlichen und vollständig abgebrochenen Vorgängerbaus im Jahr 1816 ein Neubau. Die Arbeiten leitete der Architekt Johann Gottfried Quistorp, der auch die Kirchenausstattung entwarf. Die Kirchengemeinde weist darauf hin, dass sie sich in Gestalt und Einrichtung an die Kapelle im benachbarten Rustow anlehne, wenn auch in schlichterer Form. In den 1980er Jahren entfernte die Kirchengemeinde das Kastengestühl und baute eine neue Bestuhlung ein.

## Baubeschreibung

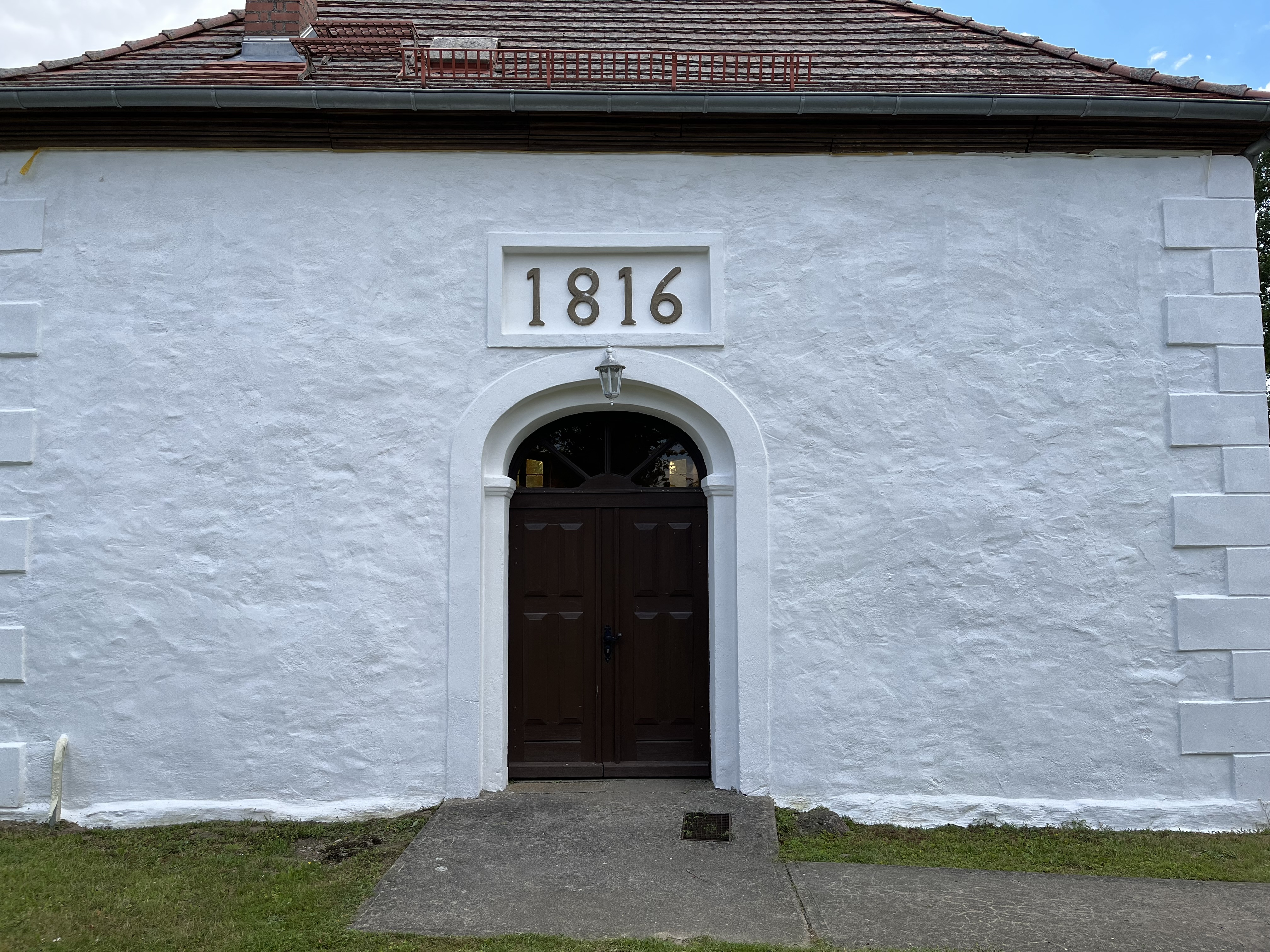
Westportal

Das Bauwerk hat einen rechteckigen Grundriss mit verputzten Wandflächen auf einem umlaufenden Sockel sowie einer Quadergliederung an seinen Ecken. Die Ostseite ist gerade; dort sind zwei kleine, gedrückt-segmentbogenförmige Fenster, deren Form durch eine aufgeputzte Laibung nochmals betont wird. An der Nord- und Südseite sind jeweils drei gleichartige Fenster. Die Westseite ist fensterlos. Dort ist mittig eine rechteckige Holztür, die in eine gedrückt-segmentbogenförmige Öffnung mit Oberlicht und Kämpfer eingelassen ist. Darüber ist in einer rechteckigen Blende die Jahreszahl 1816 eingelassen. Das Bauwerk trägt ein schlichtes Walmdach.

## Ausstattung
Die Kirchenausstattung stammt einheitlich aus der Bauzeit, darunter auch ein Kanzelaltar mit seitlichen Verschlägen, Gestühl und vergoldeten Verzierungen. Diese waren ursprünglich für Schränke einer Bibliothek vorgesehen, die in der Sankt-Marien-Kirche in Loitz eingerichtet wurde. Dort wären sie jedoch von den seitlichen Beichtstühlen verdeckt gewesen und wurden so nach Vorbein gebracht. Nördlich hiervon befinden sich der Pfarr- und Beichtstuhl. Über dem südlich platzieren Patronatsstuhl brachten Handwerker den schwarzen, preußischen Adler an. In einem Glockenstuhl hängt eine Glocke aus Bronze, die Gottlieb Metzger im Jahr 1798 in Stralsund goss. Der Zugang zum Friedhof erfolgt von Südwesten durch ein rundbogiges Portal. Östlich hiervon stehen zwei Gedenksteine für die Gefallenen der Weltkriege sowie ein Gedenkstein an die Beendigung der Leibeigenschaft.